# Centrale nucléaire de Brokdorf
La centrale nucléaire de Brokdorf se trouve sur les bords de l’Elbe  près de la commune du même nom du canton de Steinburg dans le Schleswig-Holstein. Elle a été mise en service en octobre 1986 par PreussenElektra et HEW. La société suédoise Vattenfall possède également une part minoritaire de la centrale.

## Description
La centrale nucléaire comprend un réacteur à eau pressurisée (REP) avec des éléments de combustible de dioxyde d’uranium avec des degrés d'enrichissement de 1,9 %, 2,5 % et 3,5 %. Des éléments de combustible MOX qui contiennent du plutonium sont également utilisés.
La centrale nucléaire de Brokdorf a une puissance thermique de 3765 MW et une puissance électrique de 1440 MW. 

## Le filmNein danke
Pendant la phase de construction il y a eu des protestations très importantes des adversaires de l’énergie nucléaire. En 1981, cent mille manifestants ont protesté contre la construction de cette centrale nucléaire. En octobre 1986, six mois après Tchernobyl, Brokdorf commençait néanmoins à produire du courant. 
Un film du réalisateur Lars Jessen retrace les événements de 1981. Le cinéaste s’est attaché à montrer la beauté de la région. Par ailleurs, la musique du film, du groupe de rock "Element of Crime" contribue à recréer l’ambiance de l’époque.

## Arrêt programmé de la centrale
Après la décision du gouvernement allemand en 2011, l’arrêt de la centrale de Brokdorf est prévu en 2021. Il a eu lieu le 31 décembre 2021. Pendant sa durée de vie, la centrale a produit 364,35 TWh, avec un facteur de charge moyen de 86,3 %.